# Список земноводных Украины

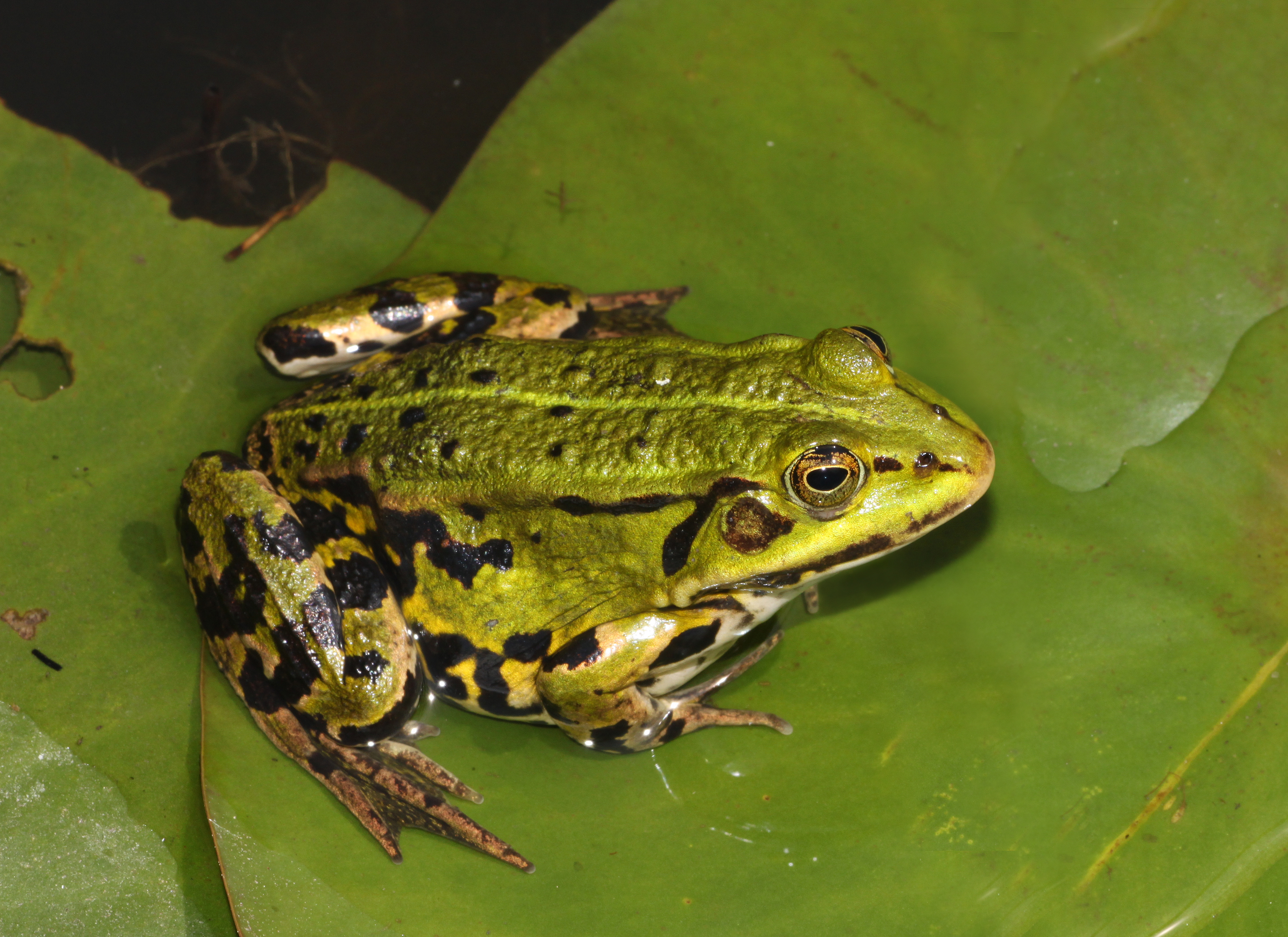
Съедобная лягушка

Украина (включая спорную территорию Крыма) на карте Европы

Список земноводных Украины включает виды класса земноводных, которые были зарегистрированы на территории Украины. Земноводные, или амфибии (лат. Amphibia), — класс позвоночных четвероногих животных. Они относятся к наиболее примитивным наземным позвоночным, занимая промежуточное положение между наземными и водными позвоночными животными. Жизнь амфибий на первом этапе, как правило, начинается стадиями икры и личинки в водной среде. Затем, на втором этапе жизни, происходит существенная перестройка всего организма (метаморфоз) — личинки превращаются во взрослых животных, способных проводить большую часть своей жизни на суше.

## Видовое разнообразие

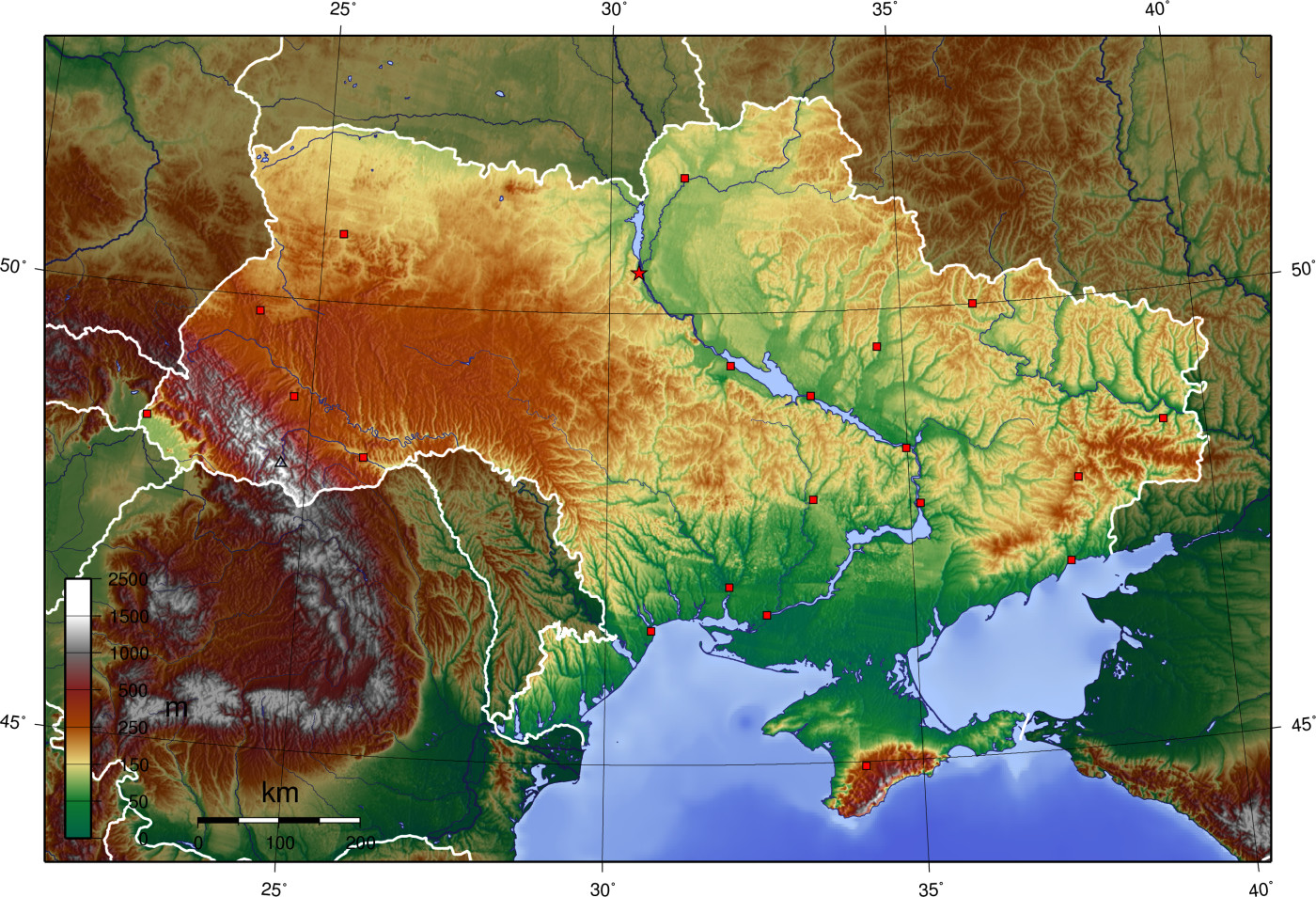
Топографическая карта Украины

Земноводные составляют заметную часть фауны наземных позвоночных Украины и Европы в целом. Однако их видовое разнообразие на территории страны ограничено всего лишь несколькими группами. Фауна амфибий (батрахофауна) Украины насчитывает 20 видов из 9 родов и 6 семейств, принадлежащих к 2 отрядам.
На территории Украины преобладают европейские и центрально-европейские виды амфибий (60 % от общего количества видов). Меньше количество североафро-евразийских и европейско-сибирских видов (соответственно по 10 %). Малоазиатско-европейская и понтийско-европейская хорологические группы представлены по одному виду (квакша обыкновенная и тритон Карелина, соответственно). Космополитами в пределах территории Украины можно считать три вида — озёрную лягушку, зелёный жабу и обыкновенную квакшу. Они распространены почти по всей Украине.
Наибольшее видовое разнообразие амфибий наблюдается в Карпатах и лесных регионах Украины — в районах с наибольшим количеством годовых осадков и относительной влажностью воздуха. В засушливых степных регионах, особенно на Левобережье, фауна земноводных резко обедняется, а наземные амфибии ведут практически исключительно ночной образ жизни и встречаются в более или менее увлажненных местах — по долинам рек, у водоёмов, среди лесной и луговой растительности, а также в населенных пунктах (парки, сады, огороды и т. п.). Вследствие засушливого климата и изолированности, достаточно бедной является фауна земноводных Крымского полуострова.
Девять видов из фауны земноводных Украины являются редкими на территории страны и занесены в Красную книгу Украины (2009), а дунайский тритон — также в Международную Красную книгу (со статусом  — виды, близкие к уязвимому положению) и Европейский Красный список.

## Список видов
Данный список объединяет таксоны видового и подвидового уровня, которые были зарегистрированы на территории Украины и приводились для неё исследователями в литературных публикациях. Список состоит из русских названий, биноменов (двухсловных названий, состоящих из сочетания имени рода и имени вида) и указанных с ними имени учёного, впервые описавшего данный таксон, и года, в котором это произошло. В четвёртом столбце таблицы для каждого видасодержится краткая информация о его распространении на территории Украины на основании монографии «Земноводные Украины» (Писанец, 2007), если не указаны другие источники. Для некоторых видов приводятся замечания по систематике (подразумевается обитание на территории страны номинативных подвидов, если не указано иное). Отряды и семейства в списке расположены в систематическом порядке.
Легенда:
 Виды находящиеся под охраной на территории Украины и включённые в третье издание Красной книги Украины (2009 год)
| Отряд Хвостатые (Caudata)                |                         |                                             | |
| Семейство Саламандровые (Salamandridae)  |                         |                                             | |
|                                          | Саламандра обыкновенная | Salamandra salamandra (Linnaeus, 1758)      | На Украине встречается в лиственных, смешанных, реже хвойных лесах Карпат, Закарпатской области и некоторых районах Прикарпатья (Львовская, Черновицкая, Ивано-Франковская области). Иногда находят отдельных представителей вида и дальше на восток (в Волынской, Житомирской, Киевской и даже Днепропетровской областях), но эти животные скорее всего завезены туда людьми — были выпущены на волю или сбежали из террариумов. В местах распространения поднимается до верхней границы леса (от 200 до 1500 метров над уровнем моря), населяет долины, встречается на опушках и вырубках. Предпочитает биотопы с толстым увлажнённым слоем лесной подстилки и мха. Известны находки в горах и за пределами лесной зоны не далее 200—400 м от границы леса. |
|                                          | Тритон альпийский       | Ichthyosaura alpestris (Laurenti, 1768)     | На Украине распространён Карпатах. Северная граница проходит по Львовской области (Пустомытовский район), южная доходит до Черновцов. Западная и восточная границы ареала на Украине примерно совпадают с началом предгорий. Типичные стации — лесные склоны и увлажненные участки долин, буковые, смешанные и хвойные леса, поймы горных рек. В Карпатах обитает на высотах высотах от 400 до 2000 м над уровнем моря. |
|                                          | Тритон гребенчатый      | Triturus cristatus (Laurenti, 1768)         | Распространён на большей части территории Украины. Вид связан с лесными и лесостепными участками. Обитает в предгорьях Закарпатья, Карпатах (здесь он известен на высотах до 1450 м), дальше на восток — в северном, центрально-западном и центрально-восточном регионах Украины, на юг доходит до Одесской (Беляевский район, устье реки Днестр), Николаевской областей (отмечен в долине реки Чичеклея бассейна Южного Буга, примерно 47° с. ш.), найден в окрестностях Александрии Кировоградской области, далее граница ареала идёт по Харьковской и Луганской областями. Указания об обитании вида в Голопристанском районе Херсонской области и сведения о его находках в окрестностях Херсона, нуждаются в проверке, так как в этих местах может обитать дунайский тритон. В настоящее время у гребенчатого тритона не выделяют подвидов. Некоторые виды, которые в настоящее время классифицируются как самостоятельные — серопятнистый тритон (Triturus carnifex), дунайский тритон (Triturus dobrogicus), тритон Карелина (Triturus karelinii), ранее считались подвидами гребенчатого тритона. В отдельных местах на территории Украины(с. Делятин и с. Трушевичи) особи вида характеризуются некоторыми общими признаками с дунайским тритоном, что, по мнению некоторых исследователей, могло свидетельствовать об их гибридизации. Однако, проведённые генетические исследования показали, что на Закарпатье гибридизация между обоими видами отсутствует и их ареалы не перекрываются: дунайский обитает в низменных районах, а гребенчатый — в предгорьях и горах. |
|                                          | Тритон дунайский        | Triturus dobrogicus Kiritzescu, 1903        | На территории Украины вид представлен номинативным подвидом, распространённым в Одесской (дельта Дуная), Херсонской, вероятно, Николаевской областях (в двух последних необходимы новые исследования для уточнению таксономической принадлежности и распространения), а также подвидом Triturus dobrogicus macrosomus (Boulenger, 1908), встречающимся в Закарпатье. В дельте Дуная вид встречается в стоячих и слабопроточных водоёмах пойменных лесов, на заливных лугах и болотистых участках, каналах и временных водоёмах в черте населённых пунктов. В Закарпатье обитает исключительно на низменных участках, на высотах не более 125 м над уровнем моря, населяя открытые биотопы в долинах рек бывших степных и лесостепных участков и сейчас трансформированных в агроценозы. |
|                                          | Тритон Карелина         | Triturus karelinii (Strauch, 1870)          | Ранее таксон рассматривался как подвид гребенчатого тритона — Triturus cristatus karelinii. В пределах страны встречается только в горно-лесной части Крымского полуострова, на территории от Севастополя до Алушты, на север — примерно до Симферополя. Предпочитают временные и постоянные стоячие или слабопроточные водоёмы. Также отмечен на искусственных водоёмах. |
|                                          | Тритон карпатский       | Triturus montandoni Boulenger, 1860         | Распространение вида на территории страны ограничено Карпатами: встречаются в Черновицкой, Ивано-Франковской, Львовской и Закарпатской областях. Западная граница проходит чуть западнее Ужгорода в Закарпатской области, на севере и северо-западе — по Хыровскому, Старосамборскому, Яворовскому районам Львовской области, на востоке — по Косовскому району Ивано-Франковской области, на юге по Хустскому, Раховскому, Тячевскому (Закарпатская область), Верховинскому (Ивано-Франковская область) и Вижницкому (Черновицкая область) районам. В горах связан с высотами от 150—500 до 900 м над уровнем моря преимущественно на высотах 350—800 м над уровнем моря. В своём распространении вид связан с горными лесами, хотя относительно часто встречается также в субальпийском поясе (на полонинах). На суше придерживается влажных мест обитания, вблизи озёр, ручьёв, канав с водой. В сезон размножения заселяют различные стоячие и полупроточные водоёмы. |
|                                          | Тритон обыкновенный     | Triturus vulgaris (Linnaeus, 1758)          | Встречается на большей части территории страны: в западных, центральных, северных и восточных областях. На юге Украины граница его распространения проходит по Одесской (Беляевский и Белгород-Днестровский районы), Николаевской (Врадиевский район), Херсонской областям, далее на восток она направляется севернее и проходит по Запорожской (остров Хортица), Харьковской и Луганской (Станично-Луганский район) областям. Вид связан преимущественно с лесными регионами. Однако, он характеризуется высокой экологической пластичностью и может встречаться в других типах биотопов. Глубоко проникает в степную зону по долинам рек. В Карпатах поднимается до высот 600—700 метров над уровнем моря. Некоторыми авторами предполагалось обитание в дельте Дуная и в Закарпатье подвида Triturus vulgaris ampelensis Fuhn, 1951, населяющего Трансильванию в Румынии. Причиной этому послужило изучение аллозимной изменчивости обыкновенного тритона с территории Украины, в ходе которой было установлено, что особи вида из окрестностей городов Хуст (Закарпатская область) и Вилково (Одесская область) отличаются от особей из окрестностей Киева по одному из 24-х изученных локусов. Впоследствии, на основании морфологических и биохимических данных было установлено, что популяции из Закарпатской и Одесской областей Украины относятся к номинативному подвиду, а не подвиду «ampelensis». |
| Отряд Бесхвостые (Anura)                 |                         |                                             | |
| Семейство Круглоязычные (Discoglossidae) |                         |                                             | |
|                                          | Желтобрюхая жерлянка    | Bombina variegata (Linnaeus, 1758)          | На территории страны обитает в горных и предгорных районах Карпат, поднимаясь до высоты почти 2000 м над уровнем моря. На территории Закарпатской области вид распространён почти повсеместно, за исключением юго-западных равнинных участков. Во Львовской области связан с горно-предгорной юго-западной частью, заходя на север до Перемышлянского и Старосамборского районов. На территории Ивано-Франковской области встречается практически на всей территории, за исключением её северной части. Места обитания вида в Черновицкой области приурочены к её западным районам, на восток доходит до Черновцов. Известно несколько разрозненных находок вида на западе Тернопольской области (Бучакский и Гусятинский районы). Вид отличается довольно высокой экологической пластичностью при выборе биотопов и встречается в разнообразных местообитаниях: в лиственных, хвойных и смешанных лесах, на полонинах, на лугах и полях — в стоячих либо слабопроточных водоёмах (озёрах, прудах, лужах, каналах, водохранилищах), иногда в водоёмах с быстрым течением (по берегам рек и ручьёв). В Карпатах желтобрюхие жерлянки мало требовательны к уровню загрязненности воды, и могут заселять водоёмы с достаточно высоким насыщением органикой, высокой солёностью и даже жить в минеральных источниках. |
|                                          | Краснобрюхая жерлянка   | Bombina bombina (Linnaeus, 1761)            | Вид распространён практически на всей территории Украины, исключая Крымский полуостров, где он известен только по единичной находке в его северной части (Красноперекопский район, село Новопавловка). Места обитания на юге страны преимущественно связаны с водоёмами по долинам степных рек. Благодаря расширению сети оросительных каналов в регионе (особенно в связи с Северо-Крымским каналом, берущего начало на материке), можно предположить в будущем вероятную дальнейшую экспансию вида на территорию Крыма. В Карпатах обычно не поднимаются выше высот 200—350 м. В Прикарпатье область обитания совпадает с границей собственно Карпат, а в Закарпатье — с территорией Закарпатской равнины. На юго-западе область распространения доходит до Николаевской (Врадиевский район) и Одесской (Килийский район) областей, на юге — до Херсонской (Цюрупинский район) и Днепропетровской (Никопольский район) областей, на юго-востоке — до Харьковской (Изюмский район) области. В Закарпатье при переходе от низменности к горам вид образует зону гибридизации (шириной от 1 до 10 км) с желтобрюхой жерлянкой. На всём своём ареале вид сильно приурочен к стоячим и слабопроточным водоёмам, предпочитая мелководья (глубина не более 0,5 м). |
| Семейство Чесночницы (Pelobatidae)       |                         |                                             | |
|                                          | Обыкновенная чесночница | Pelobates fuscus (Linnaeus, 1768)           | Встречаются почти повсеместно, за исключением горных районов Карпат, где они обитают в долинах и предгорьях, чаще всего не выше 350 м. В Крыму находки вида первоначально были известны только в горной южной части, в Карадагском заповеднике. Позднее было установлено обитание вида также в восточной части Крыма (гора Опук) и в ряде мест степной части. Населяют широкий спектр биотопов, связанных с различными типами древесных насаждений (хвойные, смешанные и лиственные леса, парки, рощи, сады, однако предпочитают в них открытые участки), в том числе и в степной зоне. В своём распространении вид связан с мягкими и рыхлыми типами почв. Не исключено, что в Северо-Западном Причерноморье это один из немногих видов земноводных, приспособившихся к жизни в условиях пашни. |
| Семейство Жабы (Bufonidae)               |                         |                                             | |
|                                          | Зелёная жаба            | Bufo viridis Laurenti, 1768                 | Встречается почти повсеместно. В горных районах Карпат и Крыма поднимается на высоты до 1000 и более метров над уровнем моря. Вид в своём распространении связан со степными биотопами, а в лесной и в лесостепной зоне придерживается открытых участков (вырубки, просеки, поля, луга, пахотные земли). Зелёная жаба характеризуется выраженной синантропностью — вид обычен в различных типах населённых пунктов, начиная с сельской местности и заканчивая крупными городами. Развитие икры и головастиков может происходит в водоёмах с разнообразными гидрохимическими характеристиками, включая повышенную солёность и насыщенность органикой воды. |
|                                          | Камышовая жаба          | Bufo calamita (Laurenti, 1768)              | На Украине обитает в западных областях — Волынской и частично во Львовской и Ровенской. Наиболее южной точкой находки вида являются окрестности села Голоско в Львовской области, самой восточной — село Дубровица в Ровенской области. Вероятно, что температурный фактор и продолжительность безморозного периода могут являться определяющими факторами распространения камышовой жабы на востоке их ареала. Жабы встречаются в лесных и открытых биотопах с лёгкими песчаными почвами, которые обычно располагаются на окраинах и полянах сосновых лесов. Также нередко встречаются в песчаных карьерах, на полях, огородах, в населённых пунктах — условием их присутствия здесь является наличие соответствующей почвы, неглубоких водоёмов и открытых участков лесной зоны или мест бывших лесных насаждений. |
|                                          | Обыкновенная жаба       | Bufo bufo (Linnaeus, 1758)                  | Распространён на большей части территории страны. На юге граница ареала проходит по среднему и нижнему течению Днепра — Днепропетровской и северу Запорожской областей, Кировоградской, северу Николаевской и Одесской областей. Имеются находки вида из окрестностей Херсона и низовий Дуная. На востоке область распространения частично включает Харьковскую, Донецкую и Луганскую области. В Карпатах поднимается на высоты до 2000 м над уровнем моря. Населяет преимущественно лесные ландшафты (леса хвойные, широколиственные, смешанные, антропогенные насаждения, рощи, парки, садовые участки), в южной лесостепной и степной зонах связан с островными лесами и плавнями. С водоёмами связана только в сезон размножения, на протяжении остального периода сезона активности обычно обитают вблизи них, предпочитая влажные биотопы. В низовьях Дуная (Одесская область) найдены особи, которые отличались от жаб из других частей Украины достаточно яркой окраской (наличием ярких кирпично-красных, рыжих или жёлтых спинных пятен). Их генетический анализ с жабами из Закарпатья и окрестностей Киева, не показал существенных отличий между ними. |
| Семейство Квакши (Hylidae)               |                         |                                             | |
|                                          | Обыкновенная квакша     | Hyla arborea (Linnaeus, 1758)               | Обитает на большей части Украины, поднимаясь в горы на высоты до 1250—1500 метров над уровнем моря. На юго-восток страны доходит примерно до запада Харьковской, Днепропетровской (долины рек Орель и Самара) и севера Запорожской областей (остров Хортица). В южной и юго-западной Украине встречается спорадически, начиная от низовий Днепра (Херсонская область) и далее на запад. В Одесской области доходит до устья Дуная (в южных регионах степной зоны распространение связано с островными лесными и пойменными участками). В Крыму водится в горной части полуострова. Населяет светлые широколиственные и смешанные леса, сады, виноградники, парки. На территории Украины распространён номинативный подвид, хотя с восточной части страны был описан вариетет var. orientalis. |
| Семейство Лягушки (Ranidae)              |                         |                                             | |
|                                          | Озёрная лягушка         | Rana ridibunda (Pallas, 1771)               | На территории Украины встречается практически на всей территории, где имеются пресные водоёмы. В горных районах Закарпатья обычно не поднимается выше высоты 600 м, в Крыму — выше 1150 м над уровнем моря. Спектр биотопов, в которых встречается вид довольно широкий и включает места, обязательно характеризующиеся наличием постоянных пресных водоёмов: берега рек, озёра, пруды, старицы, дренажные канавы, водоёмы-отстойники и т. п. На юге (Присивашье, северо-восточная часть степного Крыма и Керченского полуострова) могут населять водоёмы с повышенной твердостью и солёностью воды. |
|                                          | Остромордая лягушка     | Rana arvalis Nilsson, 1842                  | Встречается на большей части территории страны и приурочен к лесной и частично лесостепной зонам. В степную зону заходит только по долинам крупных рек — до низовий Днепра (окрестности Голой Пристани), Южного Буга (среднее течение реки Чичиклия), обитает в дельте Дуная. На территории Крымского полуострова отсутствует. В Карпатах встречается только на равнинах и в предгорьях, в горы проникает исключительно по речным долинам, на высоты не более выше 1000 м над уровнем моря. Типичные места обитания — леса, сухие боры, редколесья, поляны, опушки лесов, луга, берега болот и рек и т. д. |
|                                          | Прудовая лягушка        | Pelophylax lessonae (Linnaeus, 1758)        | На Украине вид распространён в большей части регионов страны. Распространение на юге связано с границей лесостепной зоны. Пребывание этих амфибий в степной части Украины, обусловлено, скорее всего, наличием интразональных форм ландшафта (дельта Дуная, устье Днепра). В Карпатах не поднимается на высоты свыше 600 м над уровнем моря. Вид предпочитает слабопроточные или стоячие мелкие водоёмам лесной и лесостепной зоны, кислотность воды в которых колеблется в пределах рН = 5,8—7,4. Населяет стоячие водоёмы: пруды, озёра, болота, лужи и канавы с обильной травянистой растительностью. Иногда может встречаться во влажных лесах, относительно далеко от водоёмов. |
|                                          | Прыткая лягушка         | Rana dalmatina Fitzinger in Bonaparte, 1839 | Некоторое время было общепринято мнение, что на Украине вид обитает исключительно в Закарпатье, а сообщения о его находках в Прикарпатье и на смежных территориях считались результатом неправильного определения сходной с ней в морфологическоп плане остромордой лягушки (R. arvalis). Только в 2000—2010-х годах было достоверно установлено, что вид встречается также в Винницкой и Черновицкой, а также в Ивано-Франковской и Львовской областях. Компьютерное моделирование вероятного распространения позволяет предположить, что этот вид может обитать также на юге Тернопольской и Хмельницкой областей. Вид предпочитает разреженные широколиственные леса, лесные поляны и вырубки, заливные островные дубовые массивы. Хвойных лесов и окультуренных ландшафтов (пастбища, поля и др.) обычно избегает. |
|                                          | Съедобная лягушка       | Pelophylax esculentus (Linnaeus, 1758)      | Вид или таксон видового ранга (клептон), произошедший в результате гибридизации прудовой и озёрной (P. ridibundus) лягушек, своим внешним видом сходный с родительскими видами. Обитает на большей части территории, проникая на юг в степную зону долинами крупных рек. Южная граница распространения может быть проведена с запада на восток через следующие пункты: Вилково (дельта Дуная), Голопристанский район Херсонской области (река Днепр), Орчик (Харьковская область) и вдоль средней части реки Северский Донец от северо-востока Харьковской области до Ростовской области (Россия). В выборе мест обитания тяготеет к прудам, старицам рек, мелководным каналам, небольшим озёрам и т. п. Водоёмы в сплошных лесонасаждениях и крупные реки обычно избегает. |
|                                          | Травяная лягушка        | Rana temporaria Linnaeus, 1758              | На Украине вид распространён в большей части северных, западных и восточных регионов страны, при этом почти полностью отсутствуя в степных районах. На юге страны граница ареала проходит по северу Одесской и Николаевской областей (село Николаевка, долина реки Чичеклия), Кировоградской области (реки Громоклея), северу Запорожской области, центральным районам Харьковской и Днепропетровской областей. В последней вид полностью исчез и только лишь изредка встречается в Днепровско-Орельском заповеднике. Вполне вероятно, что распространение данного вида может ограничиваться сильными весенними паводками. Вид обитает в лесных и лесостепных участках, населяет равнинные и горные хвойные, смешанные и лиственные леса, луга, поляны, болота, антропогенные ландшафты. С водоёмами связан только в период размножения. |

## Комментарии
1. 1 2  Бо́льшая часть Крымского полуострова  является объектом территориальных разногласий между Россией, контролирующей спорную территорию, и Украиной, в пределах признанных большинством государств — членов ООН границ которой спорная территория находится. Согласно федеративному устройству России, на спорной территории Крыма располагаются субъекты Российской Федерации — Республика Крым и город федерального значения Севастополь. Согласно административному делению Украины, на спорной территории Крыма располагаются регионы Украины — Автономная Республика Крым и город со специальным статусом Севастополь.